# Batavia (Suriname)
 Coordenadas : orientação de longitude inválida, deve ser "E" ou "W"
Batavia é uma cidade do Suriname, localizada no distrito de Saramacca, a 3 metros do nível do mar.
A localidade se tornou conhecida a nível nacional por ser um local onde eram enviados pessoas que haviam contraído hanseníase (lepra), no século XVIII, e onde se desenvolveu uma missão importante da Igreja Católica, cuja instituição enviou padres holandeses para a evangelização e cuidado com os enfermos. Atualmente, Batavia é um local de peregrinação religiosa. 